# Кайл Галлнер
Кайл Галлнер (англ. Kyle Gallner; нар. 22 жовтня 1986) — американський актор, відомий за ролями Кессіді Касабланкаса в серіалі «Вероніка Марс» і Барта Аллена в «Таємницях Смолвіля».

## Біографія
Галлнер народився у Вест-Честері (Пенсільванія). Відвідував школу West Chester East High. Отримав роль на одному із прослуховувань, куди прийшов за компанію зі своєю сестрою.

## Кар'єра
Першими ролями стали гостьові появи у серіалах «Справедлива Емі» та «Close To Home». Незабаром отримав роль Бівера Касабланкеса в основному складі 2 сезони серіалу «Вероніка Марс».
Крім того, він кілька разів зіграв супергероя Барта Аллена в серіалі «Таємниці Смолвіля». Виконав гостьові ролі у серіалах «Закон і порядок: Спеціальний корпус», «Мертва справа» та «Кістки», а також роль у незалежному фільмі «Subline». У 2020 році стало відомо, що Галлнер отримав роль у фільмі «Крик».

## Фільмографія

### Кінофільми
| Рік  |   | Українська назва         | Оригінальна назва           | Роль             |
| ---- | - | ------------------------ | --------------------------- | ---------------- |
| 2001 | ф | Гаряче американське літо | Wet Hot American Summer     | друг Боббі       |
| 2003 | ф | Повернення додому        | Finding Home                | юний Дейв        |
| 2005 | ф | Нічний рейс              | Red Eye                     | хлопець          |
| 2006 | ф |                          | Danika                      | Курт Меррік      |
| 2007 | ф |                          | Sublime                     | Нед              |
| 2009 | ф | Привиди в Коннектикуті   | The Haunting in Connecticut | Метью Кемпбелл   |
| 2009 | ф | Тіло Дженніфер           | Jennifer's Body             | Колін Грей       |
| 2010 | ф | Хороший хлопчик          | Beautiful Boy               | Сем Керрол       |
| 2010 | ф | Кошмар на вулиці В'язів  | A Nightmare on Elm Street   | Квентін Сміт     |
| 2011 | ф | Американські жиголо      | Cougars, Inc.               | Сем Лоуелл       |
| 2011 | ф |                          | Little Birds                | Джессі Макнамара |
| 2011 | ф | Червоний штат            | Red State                   | Джаред           |
| 2012 | ф |                          | Smashed                     | Оуен Ханна       |
| 2013 | ф | Прекрасні створіння      | Beautiful Creatures         | Джаред           |
| 2014 | ф | Американський снайпер    | American Sniper             | Козоріг-Вінстон  |
| 2014 | ф |                          | Dear White People           | Курт             |
| 2014 | ф |                          | Just Before I Go            | Зік              |
| 2015 | ф |                          | Band of Robbers             | Гекльберрі Фінн  |
| 2015 | ф |                          | Welcome to Happiness        | Вуді             |
| 2016 | ф | Проти шторму             | The Finest Hours            | Енді Фіцджеральд |
| 2018 | ф |                          | Alien Code                  | Алекс Джейкобс   |
| 2019 | ф |                          | The Cleansing Hour          | Дрю              |
| 2020 | ф | Привиди війни            | Ghosts of War               | Тапперт          |
| 2022 | ф | Крик                     | Scream                      | Вінс             |
| 2022 | ф | Усміхайся                | Smile                       | Джоел            |
| 2023 | ф |                          | The Passenger               | Бенсон           |
| 2023 | ф | Переслідувач             | Strange Darling             | Демон            |
| 2024 | ф | Усміхайся 2              | Smile 2                     | Джоел            |

### Телебачення
| Рік       |   | Українська назва                    | Оригінальна назва                 | Роль                                               |
| --------- | - | ----------------------------------- | --------------------------------- | -------------------------------------------------- |
| 2000      | с | Третя зміна                         | Third Watch                       | Рейлі (Епізод: "Young Men and Fire...")            |
| 2002      | с | Закон і порядок: Спеціальний корпус | Law & Order: Special Victims Unit | Марк Лесінський (Епізод: "Juvenile")               |
| 2003      | с | Дотик янгола                        | Touched by an Angel               | Джош (Епізод: "Virtual Reality")                   |
| 2004—2009 | с | Таємниці Смолвіля                   | Smallville                        | Барт Аллен / Імпульс (3 епізоди)                   |
| 2005      | с | Справедлива Емі                     | Judging Amy                       | Захарій (Епізод: "The Long Run")                   |
| 2005—2006 | с | Вероніка Марс                       | Veronica Mars                     | Кессіді Касабланкас (25 епізодів)                  |
| 2006      | с | Кістки                              | Bones                             | Джеремі Фаррелл (Епізод: "The Girl with the Curl") |
| 2006      | с | Мертва справа                       | Cold Case                         | Кемерон Коултер (Епізод: "Rampage")                |
| 2006—2007 | с | Велике кохання                      | Big Love                          | Джейсон Ембрі (6 епізодів)                         |
| 2006—2010 | с | Місце злочину: Нью-Йорк             | CSI: NY                           | Рід Ґарретт (7 епізодів)                           |
| 2007      | с | Шукачка                             | The Closer                        | Ерік Воллес (Епізод: "Homewrecker")                |
| 2007      | с | Закон і порядок: Спеціальний корпус | Law & Order: Special Victims Unit | Шейн Міллс (Епізод: "Impulsive")                   |
| 2007      | с | Медіум                              | Medium                            | юний Стівен (Епізод: "The Boy Next Door")          |
| 2008      | с | Життя як вирок                      | Life                              | Зак Саттер (Епізод: "Black Friday")                |
| 2008      | с | Щит                                 | The Shield                        | Ллойд Дентон (3 епізоди)                           |
| 2012      | с | Криміналісти: мислити як злочинець  | Criminal Minds                    | Джеймс Хітрідж (Епізод: "Heathridge Manor")        |
| 2013      | с | Ходячі мерці                        | The Walking Dead                  | Зак (Епізод: "30 Days Without an Accident")        |
| 2016—2017 | с |                                     | Outsiders                         | Хасіл Фаррелл (26 епізодів)                        |
| 2020      | с | Допит                               | Interrogation                     | Ерік Фішер (10 епізодів)                           |